# Jonathan Glassner
Jonathan Glassner je scenarist, televizijski redatelj, i producent. Poznat je po svojem angažmanu u seriji Stargate SG-1 i The Outer Limits. Glassner je zapažen zbog svog rada na  Alfred Hitchcock Presents.  Nakon pisanja za nekoliko televizijskih serija uključujući i 21 Jump Street, Glassner prelazi na  The Outer Limits,  što dovodi do njegovog angažmana na  Stargate SG-1 kao pisca i izvršnog producenta. Trenutno je pisac i redatelj CSI: Miami, CSI: New York i drugih poznatih serija.  

## Vanjske poveznice
- IMDb profil